# Markéta Jeriová
Markéta Jeriová (* 10. června 1976 Chomutov) je bývalá česká sáňkařka.
Startovala na Zimních olympijských hrách 2002, kde se v konečném součtu všech čtyř jízd umístila na 19. místě, a na ZOH 2006, kde však závod nedokončila. Na světových šampionátech dosáhla nejlépe 20. místa (MS 2004), v sezóně 2004/2005 se v celkovém hodnocení Světového poháru umístila na 12. příčce.